# 藤本佳則
藤本 佳則（ふじもと よしのり、 1989年10月25日 - ）は、奈良県大和郡山市出身のプロゴルファーである。東北福祉大学卒業。国際スポーツ振興協会所属。マネジメント契約先はJOYX。血液型はA型。趣味は車。

## 人物
練習場を経営する祖父の影響でゴルフを始める。東北高校在学時に全国高校選手権大会で優勝。高校卒業後はゴルフの強豪、東北福祉大学に入学し、大学1年生の2008年に朝日杯争奪日本学生ゴルフ選手権で優勝。大学3年生の2009年に、日本オープンでローアマ(30位)を獲得した。大学4年生の2011年8月に中国・広東省深圳で開催された第26回夏季ユニバーシアードでは個人で銀メダル、松山英樹・小袋秀人・富村真治とともに団体で金メダルを獲得。同年12月にプロ転向し、2012年より本格的にツアー参戦。同年4月の東建ホームメイトカップでプロデビューを果たす。
プロ転向5戦目の日本ゴルフツアー選手権シティバンク杯で初優勝。日本ゴルフツアー機構発足(1999年)以降、プロ5試合目でのツアー初優勝はツアー最速タイ記録。
2012年の賞金ランキング5位で最優秀新人賞を獲得。2013年は10月のトーシンゴルフトーナメントで通算2勝目。12月のゴルフ日本シリーズJTカップで、史上4番目の年少記録となる24歳44日での生涯獲得賞金1億円突破を決める。 
小柄な体格を補うため早川怜と契約し、フィジカルトレーニングを強化、鍛えた肉体を存分に発揮し、2014年トータルドライビング1位を獲得。圧倒的な飛距離をたたき出している。
得意とするクラブはサンドウェッジ。幸福の神様であるビリケンに風貌が似ていることから、「ビリケン」の愛称で親しまれている。
元競輪選手である、安福洋一（日本競輪学校第41期生）の義理の息子。

## 優勝歴

### 日本ツアー (2)
| 勝数         |
| メジャー (1) |
| ツアー (1)   |

| No. | 日時           | 大会                                 | 優勝スコア            | 打差  | 2位      |
| --- | -------------- | ------------------------------------ | --------------------- | ----- | -------- |
| 1   | 2012年6月3日   | 日本ゴルフツアー選手権シティバンク杯 | -13 (68-68-67-68=271) | 2打差 | 上平栄道 |
| 2   | 2013年10月13日 | TOSHIN GOLF TOURNAMENT IN Central    | -24 (64-63-70-67=264) | 4打差 | 小田孔明 |